# Eupithecia fuscicostata
Eupitecia fuscicostata es una especie de polilla de la familia Geometridae. La especie fue descrita por primera vez por Hugo Theodor Christoph en 1887 y se puede encontrar distribuido en Eurasia. Tiene gran parecido con otra especie con hábitat vecino, Eupithecia pernotata.

## Distribución
La especie ha sido descrita en Rumania, Macedonia del Norte y Grecia, así como en Oriente Próximo, Irán y en China del Noroeste. El holotipo de 1887 fue descrita en el sector de Guéroussi de Karabaj, Azerbaiyán.

## Descripción
Es una polilla pequeña con una envergadura de 17 a 23 milímetros (0,7 a 0,9 plg). Los palpos labiales son de color marrón amarillento. La frente y la región del notum son amarillo blanquecinos. El ala anterior es angosta y elongada con un ápice puntiagudo. 